# 吉川和夫 (地方公務員)
吉川 和夫（よしかわ かずお、1950年7月17日 - ）は、日本の地方公務員。東京都環境局長や、東京都知事本局長、東京都副知事、東京都公園協会理事長、東京交通会館副館長などを歴任した。

## 人物・経歴
1973年中央大学法学部卒業、東京都入庁。足立区教育委員会事務局学校教育部副主幹、東京都総務局副参事、全国知事会出向、東京都福祉局高齢福祉部計画課長、東京都福祉局参事等を経て、2002年東京都福祉局総務部長。2005年東京都福祉保健局次長。2007年東京都環境局長。2008年東京都知事本局長。2010年には副知事が3人体制から4人体制に戻り村山寛司とともに東京都副知事に選任された。退任後、東京都公園協会理事長、東京交通会館副館長、東京社会福祉士会理事等を歴任し、2020年秋の叙勲で瑞宝中綬章を受章した。